# Berthold Welte

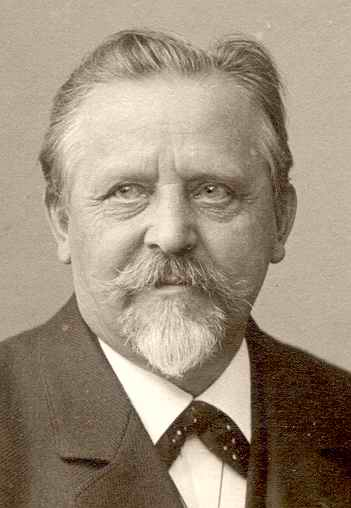
Kommerzienrat Berthold Welte (1843–1918)

Franz Berthold Welte (* 24. September 1843 in Vöhrenbach im Schwarzwald; † 29. Januar 1918 in Freiburg im Breisgau) war ein deutscher Fabrikant und Geschäftsmann.

## Leben
Er war das zweite Kind des berühmten Spieluhrenmachers Michael Welte und dessen Frau Maria Adelheidis Ganter (1819–1857). Aufgewachsen in Vöhrenbach, beendete er 1866 seine kaufmännische Ausbildung bei „Mathiss & Leipheimer, Ellenwaren-Handlung und Hoflieferant in Karlsruhe“. 1865 erfolgte der Eintritt als Teilhaber in die väterliche Firma M. Welte & Söhne. 1867 vertrat er die Firma auf der Weltausstellung in Paris. 1870–1872 leitete er den Umzug der Firma von Vöhrenbach in einen Neubau in Freiburg. 1873 heiratete er in Freiburg Maria Emilie Mayer (* 1852 in Villingen; † 1930 in Freiburg im Breisgau). Das Paar hatte drei Kinder: Maria Adelheid Frieda Welte (* 1874 Freiburg – † 1930 Freiburg), Edwin Emil Welte (* 1876 Freiburg – † 1958 Freiburg), Emil Welte (* 1879 Freiburg – † 1936 Freiburg). 1880 wurde nach dem Tod des Vaters das Geschäft durch die Brüder Emil, Michael jr. und Berthold übernommen.
1900 zog sich Michael Welte jr. aus der Geschäftsführung zurück, Bertholds Sohn Edwin Welte und der Schwiegersohn Karl Bockisch traten als Teilhaber in die Firma ein. 1905 erfolgte die Markteinführung der 1904 patentierten Welte-Mignon-Reproduktionsklaviere, einer Entwicklung von Edwin Welte und Karl Bockisch.
1875 wurde er in die Freiburger Freimaurerloge Zur edlen Aussicht aufgenommen und war in den Jahren 1907 bis 1909 dort Meister vom Stuhl.
Im Januar 1918 starb Bertold Welte 84-jährig. Zusammen mit seinem seit 1865 in den USA tätigen Bruder Emil hatte er den Manufaktur-Betrieb von M. Welte & Söhne zur weltbekannten Firma gemacht.

## Ehrungen
- 1894 Ritterkreuz I. Klasse des Ordens vom Zähringer Löwen
- 1908 (Weihnachten), Verleihung des Titels Kommerzienrat durch Großherzog Friedrich II. von Baden